# Бенонс
Бено́нс (фр. Bénonces) — коммуна во Франции, находится в регионе Рона — Альпы. Департамент — Эн. Входит в состав кантона Люи. Округ коммуны — Белле.
Код INSEE коммуны — 01037.

## География
Коммуна расположена приблизительно в 420 км к юго-востоку от Парижа, в 50 км восточнее Лиона, в 50 км к юго-востоку от Бурк-ан-Бреса.
По территории коммуны протекает река Пемаз (фр. Pemaze). Большая часть территории коммуны покрыта лесами.

## Климат
Климат полуконтинентальный с холодной зимой и тёплым летом. Дожди бывают нечасто, в основном летом.

## Население
Население коммуны на 2010 год составляло 275 человек.
| 1962 | 1968 | 1975 | 1982 | 1990 | 1999 | 2010 |
| ---- | ---- | ---- | ---- | ---- | ---- | ---- |
| 284  | 261  | 258  | 274  | 249  | 241  | 275  |

## Администрация
| Период | Период | Фамилия        | Партия | Примечания |
| ------ | ------ | -------------- | ------ | ---------- |
| 1995   | 2014   | Рене Ромеджио  |        |            |
| 2014   | 2020   | Сильви Рижетти |        |            |

## Экономика
В 2010 году среди 176 человек трудоспособного возраста (15—64 лет) 121 были экономически активными, 55 — неактивными (показатель активности — 68,8 %, в 1999 году было 68,5 %). Из 121 активных жителей работали 114 человек (64 мужчины и 50 женщин), безработных было 7 (1 мужчина и 6 женщин). Среди 55 неактивных 8 человек были учениками или студентами, 21 — пенсионерами, 26 были неактивными по другим причинам.

## Достопримечательности
- Картезианский монастырь Сент-Мари-де-Порт (XII век). Исторический памятник с 1947 года[4]
- Церковь Св. Петра
- Водопад Люизе

## Фотогалерея
- Мэрия
- Церковь Св. Петра
- Монастырь Сент-Мари-де-Порт
- Перевал Порт